# (12625) Koopman
Pour les articles homonymes, voir Koopman.
(12625) Koopman est un astéroïde de la ceinture principale, découvert le 17 octobre 1960 par Cornelis Johannes van Houten, Ingrid van Houten-Groeneveld et Tom Gehrels à l'observatoire Palomar.
Il est nommé en l'honneur de l'astronome de la république des Deux Nations Elizabetha Koopman, deuxième femme et assistante de Johannes Hevelius, lui-même astronome.

## Source
- (en) Cet article est partiellement ou en totalité issu de l’article de Wikipédia en anglais intitulé « 12625 Koopman » (voir la liste des auteurs).